# Prenolepis angularis
Prenolepis angularis (лат.) — вид муравьёв рода Prenolepis из подсемейства Formicinae (Formicidae), включающий мелких по размеру и, как правило, земляных насекомых.

## Распространение
Южная Азия: Китай.

## Описание
Рабочие имеют длину около 3 мм, основная окраска тёмно-коричневая. От близких видов (Prenolepis striata) отличается голубоватым отблеском кутикулы; оцеллии у рабочих отсутствуют. Заднегрудка округлая без проподеальных шипиков. Усики длинные, у самок и рабочих 12-члениковые (у самцов усики состоят из 13 сегментов). Жвалы рабочих с 5—6 зубцами. Нижнечелюстные щупики 6-члениковые, нижнегубные щупики состоят из 4 сегментов. Голени средних и задних ног с апикальными шпорами. Стебелёк между грудкой и брюшком состоит из одного сегмента (петиоль).

## Классификация
Вид был впервые описан в 2012 году китайским энтомологом  Shan-Yi Zhou (Department of Biology Guangxi Normal University Guilin, Guangxi, Китай), а в 2016 году его валидный статус подтверждён в ходе ревизии, проведённой американскими мирмекологами Jason L. Williams (Entomology & Nematology Department, University of Florida, Gainesville, Флорида, США) и John S. LaPolla (Department of Biological Sciences, Towson University, Таусон, Мэриленд, США).